# Ash Williams
(Esclamazione tipica di Ash)
Ashley Joanna Williams, detto Ash, è il protagonista della serie cinematografica horror La casa, diretta da Sam Raimi. Il personaggio è interpretato dall'attore Bruce Campbell.
Fin dalla sua prima apparizione nel film La casa, Ash Williams è diventato molto popolare nella cultura degli horror moderni, essendo apparso, oltre che al cinema, in diversi videogiochi e numerosi fumetti. L'immagine più nota e rappresentativa del personaggio è quella che corrisponde alla parte finale del secondo film, armato con un fucile a canne mozze e una motosega al posto della mano destra. Nel corso della saga, Ash si ritrova ad affrontare le persone a lui care che sono state possedute dalle forze del male all'interno di uno chalet di montagna, e nel terzo capitolo L'armata delle tenebre si ritrova catapultato nel Medioevo. La sua storia riprende 33 anni dopo gli eventi dello chalet, nella serie televisiva Ash vs Evil Dead.

## Creazione del personaggio e storia
Il nome Ash (in inglese ash significa "cenere") secondo Sam Raimi era riferito al finale che aspettava il personaggio alla fine del primo La casa, dichiarando "che è tutto quello che sarebbe dovuto rimanere di lui". Campbell suggerì che il nome fosse l'abbreviazione di "Asshole" (letteralmente "stronzo" inteso come insulto), indicante l'opinione che Raimi aveva del personaggio. Durante la creazione di L'armata delle tenebre, quest'ultimo scherzò di dare al personaggio il nome completo di Ashley J. Williams, che sarebbe stato usato in fumetti e videogiochi. Campbell successivamente confermò che il nome completo era ufficiale.

### Biografia
Ash è un ragazzo oltre i venti anni che lavora come commesso nella catena di supermercati S-Mart, e ha una fidanzata, Linda. Dati i libri di ingegneria che si trovano nel bagagliaio della sua auto, si presume che stia (almeno che stesse) studiando alla Michigan State University. Secondo i fumetti di L'armata delle tenebre realizzati dalla Dark Horse Comics, suo padre investì 20000 $ nella sua laurea universitaria e Ash completò gli studi, ma non si dedicò a niente che fosse inerente alla sua laurea.

## Equipaggiamento
Ash ha a disposizione tre armi principali; il Boomstick ("Bastone di Tuono" nel doppiaggio italiano dell'Armata delle Tenebre), un Remington doppia canna calibro 12 a canne mozze (anche se nel film quello che compare è più simile ad uno Stoeger Coach Gun), e una motosega, modello Homelite XL, che il protagonista modifica alla fine del secondo film e mette al posto della mano destra che si era precedentemente amputato. Il fucile lo trova nello chalet del Professor Knowby, e lo si vede a partire dalla prima mezz'ora del secondo film. Nel 3º film della serie Ash lo presenta ai medievali come un prodotto dei supermercati S-Mart, reperibile nel reparto articoli sportivi. La particolarità di questo fucile è che nelle scene in cui compare spara a ripetizione, senza ricaricare, una media di 4 colpi ogni volta, benché abbia una capacità massima di soli due colpi. L'arma è visibile fino alla fine del terzo film, nella faretra sulla schiena che porta il protagonista. La motosega fa la sua prima apparizione quando Ash deve fare a pezzi la sua fidanzata Linda nella casetta degli attrezzi; la seconda volta Ash la utilizza per amputarsi la mano destra. Dopo di che, la motosega viene modificata e piazzata il luogo della mano amputata, e di lì in poi diventa arma primaria insieme al Boomstick per il personaggio. La motosega scompare dopo che viene utilizzata per squartare Evil Ash. La particolarità anche di questa arma usata dal personaggio è che non esaurisce mai la benzina.

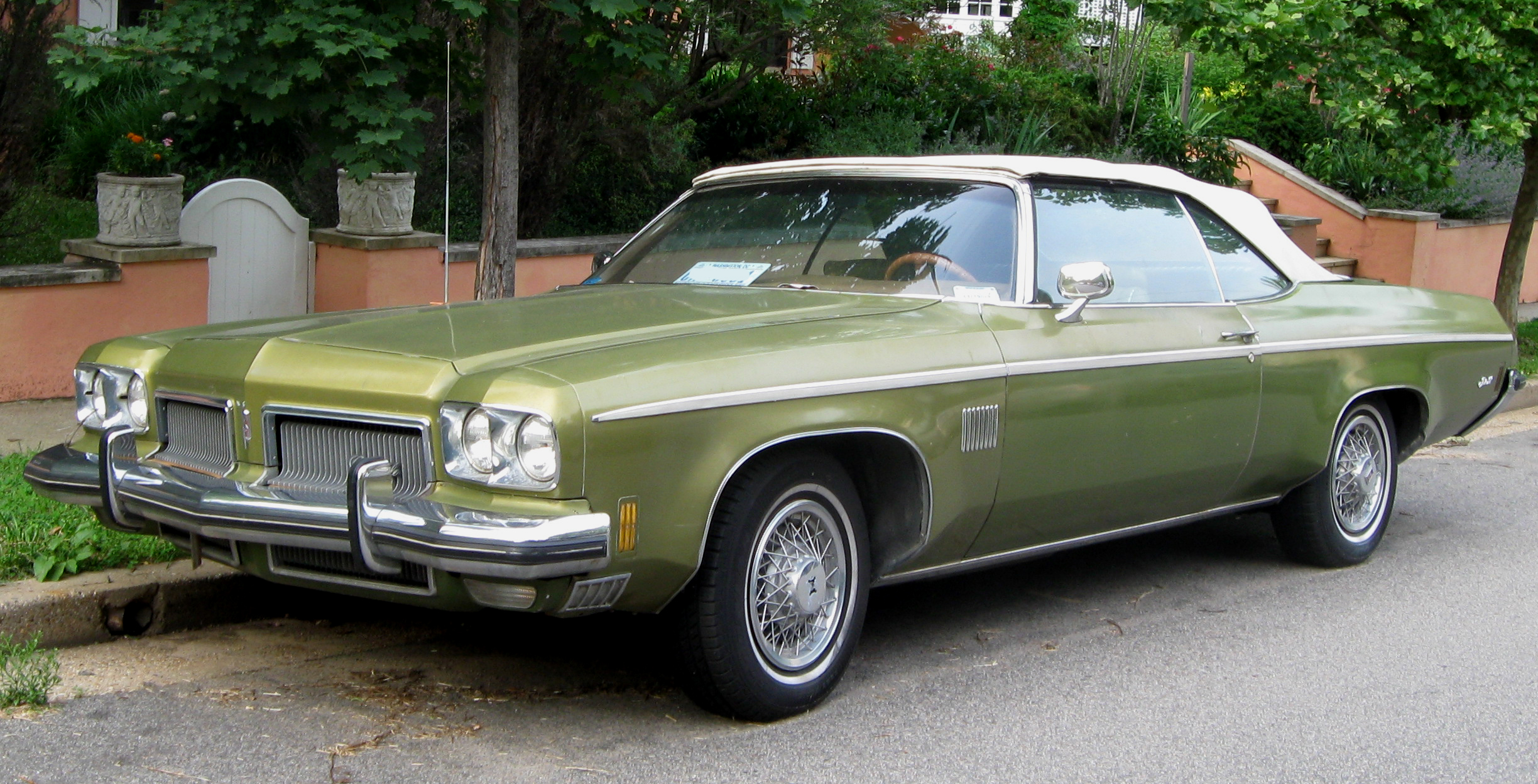
Una Oldsmobile Delta 88 del 1973 come quella di Ash, ma di colore verde

Ash possiede un'auto, una Oldsmobile Delta 88 Royal del '73, che compare in tutti e tre i film. Alla fine del secondo, la macchina viene risucchiata con Ash nel vortice temporale e finisce sfracellata contro il suolo dell'Inghilterra medievale. La macchina viene successivamente recuperata dal protagonista e Blacksmith, che la modificano per la battaglia finale trasformandola nella Deathcoaster ("Tritaossa" nel doppiaggio italiano de L'armata delle tenebre). La macchina ha il motore in pezzi, e per questo Ash usa le sue conoscenze di ingegneria per modificarla e montarci sopra un sistema a vapore e una trasmissione simili a quelli di una locomotiva, inoltre posiziona davanti una sorta di elica che usa per farsi strada fra i nemici. Durante la scena della battaglia, Ash guida la macchina all'interno del terreno del castello uccidendo parecchi scheletri, ma nel tentativo di evitare Sheila (che è posseduta e combatte contro di lui), il personaggio cerca di frenare, si lancia giù dal veicolo e l'auto termina la sua corsa capottandosi ed esplodendo. La Deathcoaster, almeno nella versione Director's Cut, ricompare alla fine, semidistrutta dopo la scena precedente. Ash la fa trasportare in una caverna, e la usa come giaciglio per dormire i secoli fino a ritornare al suo tempo.
In L'armata delle tenebre, Ash si costruisce anche una mano artificiale usando il guanto di un'armatura. Questo arto funziona in maniera meccanica, ed è in grado (senza una reale spiegazione tecnica nel film) di eseguire esattamente i movimenti che vuole Ash. Inoltre, questa mano è straordinariamente forte, visto che riesce a stritolare una coppa di metallo.

## Apparizioni

### La casa
Nel primo film, Ash si reca con la sua fidanzata Linda, sua sorella Cheryl e i loro amici Scotty e Shelly in uno sperduto chalet di montagna. Qui Ash trova per caso il materiale di un archeologo che stava traducendo il Naturan demanto (rinominato Necronomicon-Ex Mortis nei sequel) e per il quale aveva registrato dei passaggi delle traduzioni su nastro. Ascoltando il nastro, involontariamente risvegliano le forze del male che s'impossessano degli amici di Ash uno dopo l'altro, a partire dalla sorella Cheryl. Alla fine del film, solo Ash è sopravvissuto, e riesce a salvarsi dai suoi amici ormai posseduti che cercano di ucciderlo bruciando il libro e provocando la decomposizione degli amici diventati deadite. L'ultimo shot fa vedere Ash al mattino che esce dallo chalet e viene a sua volta aggredito da un demone.

### La casa 2
Nel secondo film, alcuni eventi s'intersecano col primo, dando inizio solo dopo un po' al vero sequel. Ash si reca con la sua fidanzata Linda nello chalet di montagna (scompaiono gli amici) e dopo aver ascoltato un nastro con sopra alcuni versi del Necronomicon Ex Mortis, risveglia le forze del male che s'impossessano di Linda. Questa aggredisce Ash, e lui per difendersi la decapita con una pala. Dopo averla seppellita, Ash stesso viene posseduto diventando un deadite, ma si salva grazie alla luce del sole. Dopo un tentativo di fuga fallito, Ash ritorna allo chalet dove viene nuovamente aggredito dalla fidanzata divenuta una deadite, la cui testa gli morde una mano e cerca di ucciderlo. Ash è costretto a fare completamente a pezzi la sua ragazza con la motosega. Poco dopo, la sua mano destra viene a sua volta posseduta, e cerca di ucciderlo. Ash è quindi costretto ad amputarsela con la motosega, ma la mano scappa prima che possa eliminarla definitivamente con il fucile da caccia che ha nello chalet. Dopo varie peripezie e che altre persone sono entrate nella storia, tra le quali Annie, la figlia dell'archeologo, Ash si ritrova a dover affrontare Henrietta, la moglie morta dell'archeologo. Per fare questo, modifica la motosega cosicché possa metterla in luogo della mano, accorcia il fucile da caccia trasformandolo in un canne mozze e si attrezza con una guaina sulla schiena. In questa scena, il protagonista pronuncia la sua battuta trade mark «Groovy!!», contemplando il risultato del lavoro. Ash affronta e uccide Henrietta, ma le forze del male li attaccano in gruppo. Annie deve quindi recitare alcuni versi per far sì che i demoni (che attaccano sotto forma di alberi mostro facendo venire i capelli bianchi ad Ash) vengano risucchiati in una dimensione parallela. Annie riesce nell'intento, ma apre anche una porta temporale, che non è in grado di richiudere perché viene accoltellata alle spalle dalla mano maligna di Ash, e il vortice finisce col risucchiare Ash e la sua Oldsmobile nel Medioevo. Qui viene circondato da un nugolo di cavalieri medievali che rimangono sbigottiti quando con il suo canne mozze spara ad un deadite volante. Uno dei cavalieri allora grida: «Viva l'eroe venuto dal cielo per liberarci dal terrore delle tenebre. Viva, viva!». Ash rendendosi conto che non è ancora finita, grida disperato, mentre tutti inneggiano a lui.

### L'armata delle tenebre
Nell'ultimo capitolo della saga, Ash si ritrova con la sua Oldsmobile catapultato nel medioevo, e se vuole ritornare al suo tempo deve recuperare il Necronomicon. Per rimediare alla sua mano amputata si fabbrica un arto artificiale con il guanto di un'armatura medievale, ma tiene ancora con sé la motosega e il Boomstick, soprannome dato al canne mozze del precedente episodio per spaventare i medievali. Successivamente si ritrova ad amoreggiare con la bella Sheila (da qui la celebre battuta che dice alla ragazza «Dammi un po' di zucchero, Baby»), prima di partire alla ricerca del Necronomicon che si trova in un cimitero sconsacrato. Viene nuovamente aggredito dalle forze del male, e si rifugia in un mulino, dove viene attaccato da alcuni Ash versione lilliputziani, uno dei quali gli entra dentro e cresce fino ad uscirgli da una spalla, rivelando di essere Ash Malvagio. Ash gli spara in volto e lo fa a pezzi con la motosega, e lo seppellisce. Ash arriva finalmente dov'è custodito il Necronomicon. Per prendere il libro e portarlo via, deve recitare la formula «Klatoo, verata, nicto», ma dimentica le parole e pronuncia una formula sbagliata, risvegliando così l'Armata delle Tenebre, e insieme il suo alter ego Ash Malvagio. Si ritrova quindi a dover organizzare la difesa del castello dall'attacco dell'Ash Malvagio e della sua armata di scheletri viventi. Ash riesce nell'impresa e salva il castello. Del finale del film esistono due versioni; nella versione ufficiale USA, grazie al Necronomicon torna ai giorni d'oggi e al suo lavoro di commesso nei supermercati S-Mart, dove anche qui si ritrova a difendersi dall'attacco di una deadite.
Nella versione Director's Cut, Ash sbaglia a prendere la pozione magica che lo fa dormire «una goccia per ogni secolo», prendendone troppa e risvegliandosi in un futuro post-apocalittico gridando: «No! Ho dormito troppo!».

### La casa(2013)
Ash fa un cameo anche nel remake/sequel contemporaneo del film del 1981, La casa. Nella scena dopo i titoli di coda del film, Ash, in penombra, pronuncia la sua famigerata esclamazione «Groovy!» («Bello!»), e poi si volta di scatto verso lo schermo.

### Ash vs Evil Dead(2015)
Una serie televisiva statunitense creata da Sam Raimi e Bruce Campbell per la rete Starz. Ambientata 33 anni dopo gli avvenimenti narrati nel film della serie La casa.

## Fumetti e videogiochi
Alcune case editrici di fumetti, tra le quali la Marvel, la Dark Horse Comics e la Dynamite Entertainment hanno realizzato diverse serie a fumetti dedicate al personaggio di Ash nello specifico. Da citare le serie a fumetti di Army of Darkness: Ashes to ashes, Darkman vs Army of Darkness e Marvel Zombies vs The Army of Darkness, nonché numerosi altri personaggi che sono stati presentati "vs Ash" (tra i quali Freddy Krueger, Jason Voorhees e il Conte Dracula). Anche, una serie di Army of Darkness: Ash saves Obama, dove il personaggio difende nientemeno che l'ex presidente USA Barack Obama.
Ash è protagonista di diversi videogiochi ispirati alla serie de La casa. tra questi: The Evil Dead, Evil Dead: Hail to the King, Evil Dead: A Fistful of Boomstick e Evil Dead: Regeneration. Questi giochi proseguono con la storia da dov'era rimasta alla fine dei film, e ne inseriscono elementi e personaggi nuovi che ampliano l'immaginaria vita di Ash, fatta eccezione il secondo, che sviluppa la sua storia in un universo alternativo dove Ash, alla fine di La casa 2, non è stato risucchiato nel vortice temporale. È inoltre comparso in altri videogiochi slegati dalla serie: Broforce, Dead by Daylight e Poker Night 2.

## Influenza del personaggio sulla cultura popolare, sul pubblico e in altri film
A causa della sua originalità, dell'interpretazione di Campbell e del fascino in generale generato dal personaggio, Ash è annoverato tra i più grandi personaggi della storia del cinema, come nel caso della rivista Empire che ha appunto posizionato Ash al 24º posto nella lista dei 100 più grandi personaggi del cinema, ponendolo davanti ad altri del calibro di Freddy Krueger, Harry Potter, Luke Skywalker o Jack Torrance, dichiarando che Ash «è la sciocca parodia dei più classici eroi dei flm d'azione» e che proprio ciò lo rende «indistruttibile, delirante e allo stesso tempo iconico».
Termini come l'osannata esclamazione «Groovy!» sono entrate a far parte dell'immaginario collettivo; in molte altre opere cinematografiche vi sono riferimenti ad Ash o alla serie de La casa, come in Nightmare - Dal profondo della notte, Donnie Darko o L'alba dei morti dementi che rimarcano l'importanza che il personaggio e i film hanno anche sul pubblico.